# Tel Aviv
Tel Aviv-Yafo (în ebraică: תל אביב-יפו, în arabă: تل أَبِيب-يافا‎) este, după Ierusalim, cel mai mare oraș din Israel, principal centru economic, tehnologic și de afaceri al țării, de asemenea însemnat centru cultural. Este un oraș cu un ritm de viață alert și cu numeroase locuri de agrement. Aici se află sediile principale ale băncilor și ziarelor israeliene, de asemenea jumătate din marile companii și locurile de muncă ale unui sfert din populația activă a Israelului. Tel Avivul, împreună cu orașele vecine (Ramat Gan, Givatayim, Bat Yam, Holon, Bnei Brak, Petah Tikva, Ramat Hasharon, Rishon Letzion, Herzliya), cu unele din care are chiar câteva străzi comune, formează un conglomerat urban numit Gush Dan, cu o populație de peste trei milioane de locuitori.

## Istorie

### Yafo

#### Antichitate
Yafo (Jaffa) își trage foarte probabil numele de la cuvântul ebraic (sau vest-semitic apropiat de ebraică) yaffá, adică „frumoasă” și are un trecut multimilenar. Elenii au cunoscut-o sub numele Yoppe, romanii ca Joppa, iar arabii o numesc Yáffa. Legenda evreiască îi atribuie întemeierea sa unuia din fiii lui Noe, Iafet.
Prima așezare urbană fortificată datează de pe la 1800 î.e.n. În secolul al XV-lea î.e.n. a fost cucerită de oștenii faraonului Tutmes al III-lea. A cunoscut dominații diverse – ale canaaniților, ale filistenilor, ale asirienilor, babilonienilor, perșilor, fenicienilor. Aici, după Biblie, au fost descărcați în două rânduri, în secolul al X-lea și în secolul al V-lea î.e.n., cedrii importați din Liban și destinați construirii și, respectiv, reclădirii Templului evreiesc din Ierusalim. Sub dominația persană, Yafo a fost dată în administrație fenicienilor din Sidon, al căror rege Eshmunezer a ridicat aici un templu al zeului Eshmun. În anul 322 î.e.n., orașul a căzut în stăpânirea eleno-macedoneană, a lui Alexandru cel Mare. În anul 301 î.e.n., a fost cucerit de diadohul Ptolemeu, devenit rege al Egiptului, iar apoi a trecut, ca și întreaga zonă, sub dominația Siriei seleucide.
În timpul răscoalei Macabeilor populația Yaffei, constituită mai ales din eleni și semiți elenizați sau politeiști, au opus evreilor o rezistență înverșunată. Yonatan Makkabi a cucerit orașul doar temporar, în schimb în anul 147 î.e.n. fratele acestuia, Shimon Makkabi, a reușit să-l supună definitiv. Yafo a făcut parte din regatul evreu al Iudeei, sub dinastia Hașmoneilor, apoi a Antipatrizilor până la desființarea lui definitivă de către romani în timpul „Războiului iudeilor”.
În timpul cuceririi romane a fost dăruit Cleopatrei de către Marcus Antonius, apoi a fost restituit regelui Iudeei, Irod cel Mare. Orașul-port Yafo a scăzut în cele din urmă în importanță când regele Irod cel Mare a început să favorizeze noua localitate-port Cezareea. După reprimarea răscoalei evreilor, orașul a fost pustiit de trupele romane în anul 68 e.n. și reconstruit apoi sub numele de Flavia Joppe. Noul Testament, mai precis cartea Faptele Apostolilor, relatează un episod semnificativ din începuturile creștinismului care are drept scenă Yafo – reînvierea văduvei evreice Tabitha (Dorcas) de către apostolul Petru și viziunea pe care a avut-o acesta în casa tăbăcarului Shimon, unde un înger i-a revelat ideea egalității tuturor neamurilor în fața lui Dumnezeu și a renunțării la obligativitatea alimentației rituale specifice. În urma acestei viziuni Petru a plecat să propovăduiască noua credință în rândul păgânilor greco-romani din Cezareea. În continuare, sub romani, iar apoi sub bizantini, a continuat să sălășluiască în Yafo o comunitate evreiască, menționată și de Talmud.

#### Evul Mediu
Arabii, conduși de Amr ibn al-As, din comandanții vestiți ai califului Omar (Umar), sub steagul islamului, au cucerit orașul în anul 636. Sub noua cârmuire musulmană (califatele omeyad, abbasid și fatimid), un număr de evrei au putut reveni în localitate și să sălășluiască aici până la venirea cruciaților în secolul al XI-lea.
Ramla, noua capitală provincială, s-a folosit de serviciile portului Yafo. Cu timpul, populația Yaffei s-a arabizat și localitatea a devenit un oraș arab, ajungând în cele din urmă, sub stăpânirea turcă și britanică în secolul al XX-lea, cel mai mare centru urban arab din Palestina. Sosirea cruciaților la Yafo i-a conferit rolul de „port al Ierusalimului”. În 1187 a fost cucerită de sultanul ayubid Saladin, iar după patru ani, de către Richard Inimă de Leu. După dominația cruciată, orașul a căzut în stăpânirea mamelucilor din Egipt.
Turcii otomani au cucerit Yafo împreună cu întreaga Palestină în anul 1517, în timpul sultanului Selim I. Sub stăpânirea lor localitatea a cunoscut la început o perioadă lungă de decădere. La sfârșitul secolului al XVIII-lea Yafo a suferit de pe urma luptelor interne dintre diferiți șefi locali.
Apoi, în 1799 orașul a fost ocupat, după lupte acerbe, de trupele lui Napoleon. Guvernatorul turc al orașului a fost executat. În cele din urmă expediția lui Napoleon în Palestina s-a terminat lamentabil în Yafo, în urma izbucnirii epidemiei de ciumă care a lovit din greu și populația locală, dar și pe soldații francezi. Napoleon a luat atunci decizia foarte controversată de a otrăvi pe toți soldații și prizonierii (vreo două mii de albanezi) îmbolnăviți, ce nu puteau fi evacuați. În continuare, orașul s-a aflat sub controlul pașei de Akka, Ahmed Jazzar (albanez de origine, cel care apărase cu succes Akka de asediul lui Napoleon), iar mai târziu a fost guvernat de Muhammad „Abu Nabut” Agha, albanez și el, care, vestit ca și Jazzar prin cruzime, s-a dovedit a fi un bun administrator – a refăcut numeroase clădiri, precum și zidurile cetății, a ridicat moscheea Mahmudiye, fântâna numită Sebil Abu Nabut, a amenajat piețe etc. Sub ocupația egipteană a lui Ibrahim pașa, fiul viceregelui Egiptului, Muhammad Ali – coloniștii egipteni au înființat noi cartiere în afara zidurilor Yaffei (Abu Kabir, Manshiye etc.) –, s-a dezvoltat cultura portocalilor și a lămâilor, care au făcut faima Yaffei. La acest renume a contribuit și marca „Jaffa oranges” a agricultorilor germani din colonia Sarona.
Noul regim al capitulațiilor a permis îmbunătățirea traficului dintre Europa și Palestina, inclusiv portul Yafo.
În aria actuală a orașului Tel Aviv, în Yafo și în afara ei au avut loc în a doua jumătate a secolului al XIX-lea câteva încercări de colonizare creștine a unor creștini protestanți americani și germani. În anii 1853–1859 un grup de creștini adventiști americani din Philadelphia a întemeiat o comunitate numită Mount of Hope (Muntele Speranței) în preajma râului Ayalon, la nord-est de Yafo, pe locul unde astăzi se află Liceul „Shevah-Mofet” din Tel Aviv. Din cauza vicisitudinilor, mai ales în urma uciderii unora din coloniști de către cete înarmate ale unor arabi din vecinătate, așezarea nu a dăinuit. Între membrii ei care s-au întors, cu amintiri destul de traumatice, în America, s-a numărat și bunicul scriitorului american (cu rădăcini germane) John Steinbeck. În anii 1866–1868 adepți ai Bisericii lui Mesia din SUA au fondat un mic cartier în apropierea actualei străzi Eilat din Yafo – așa-numita colonie americană. Mai târziu le-au luat locul germani șvabi din Württemberg, făcând parte din societatea protestantă a Templierilor, și care au fondat aici o colonie numită Walhalla. În acest cartier ei au construit biserica luterană Immanuel și hotelul cu același nume – care la un moment dat a aparținut baronului rus Ustinov. În 1871, la nord de Yafo, în centrul Tel Avivului de astăzi, o comunitate luterană a Templierilor din regiunea Baden-Württemberg au creat o așezare agricolă-industrială numită Sarona (după numele regiunii Sharon) care a dăinuit, cu întreruperi, până în 1946.

### Tel Aviv

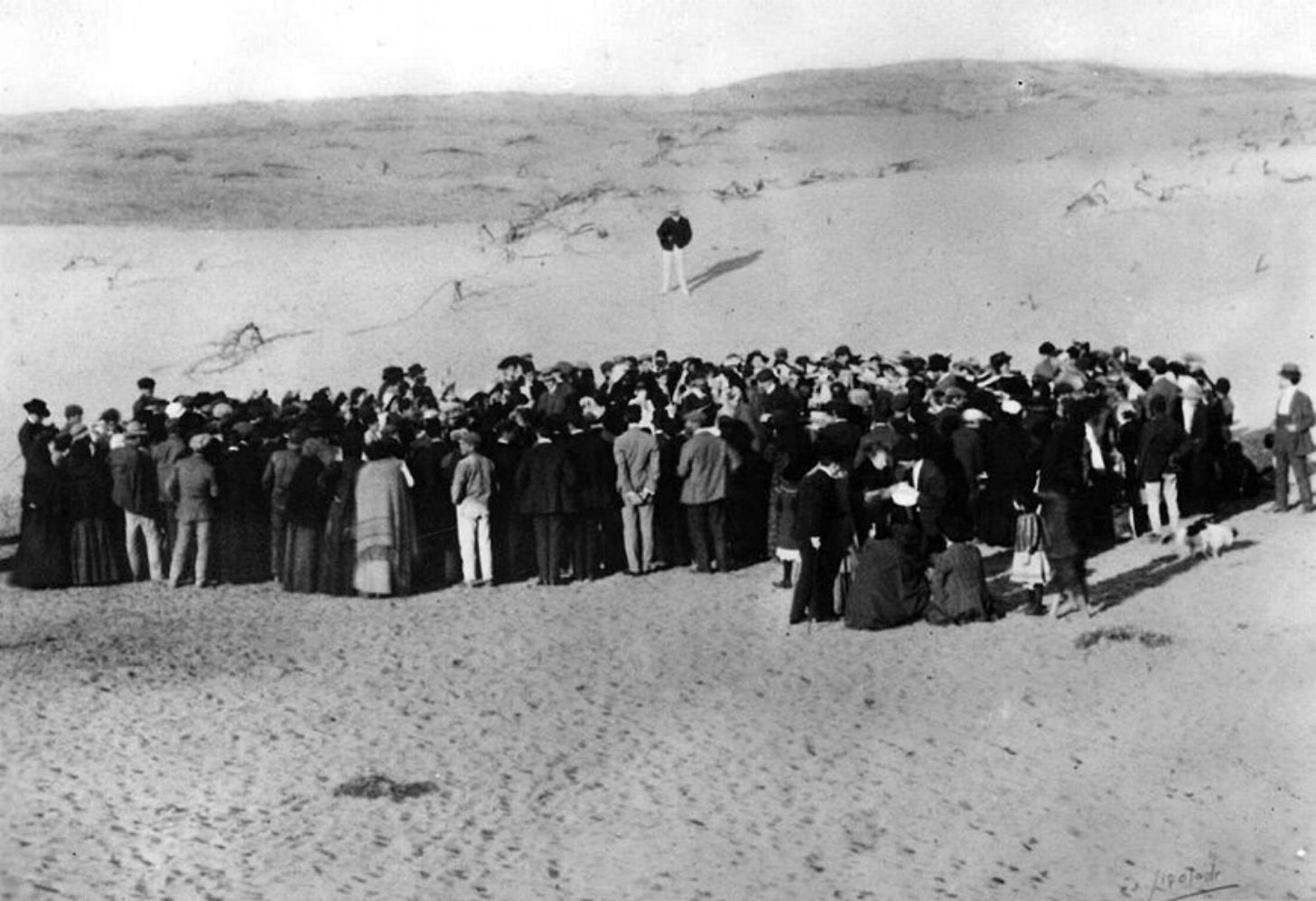
Tel Aviv își trage numele de la o denumire din Cartea profetului Ezechiel, folosită la traducerea titlului cărții lui Theodor Herzl, „Altneuland”. A fost construit pe dune de nisip, cumpărate de la vecinii arabi, la nord de orașul Yafo. Fotografie realizată la licitația primelor loturi în 1909.

Bazele orașului Tel Aviv au fost puse începând din anii 1870–1880 de către imigranți evrei, din Europa de Est și din Orientul Apropiat, însuflețiți de idealuri sioniste (de autodeterminare națională în vatra istorică) sau de sentimente național-religioase, pe niște dune din preajma vechiului oraș-port Yafo, care era atunci locuit în majoritate de arabi. Mai întâi, în anul 1869, ceva mai departe la est de Yafo, pe teritoriul orașului Holon de astăzi, din inițiativa lui Charles Netter din organizația Alianța Israelită Universală, s-a înființat școala agricolă „Mikve Israel” cu intenția de a educa în Palestina o generație de evrei care să-și însușească o cultură generală și să se priceapă la agricultură. Apoi au fost întemeiate la nordul Yaffei cartierele evreiești Nevé Tzédek („Oaza dreptății”) și Nevé Shalom („Oaza păcii”). Din inițiativa unor locuitori evrei ai Yaffei și ai noilor cartiere pomenite, în frunte cu Akiva Aryeh Weiss, Aharon Chelouche (Shlush), Shimon Rokah, Zaheer Ashrafi, Meir Dizengoff și alții, în anul 1909 s-a înființat la nord de Yafo așezarea Ahuzat Baiyt („Domeniul casei”) care a luat după un an numele de Tel Aviv („Colina primăverii”). Cu timpul, Tel Avivul a crescut și s-a întins până la limitele localităților arabe și evreiești din jur: Yafo, Ramat Gan, Givatayim.

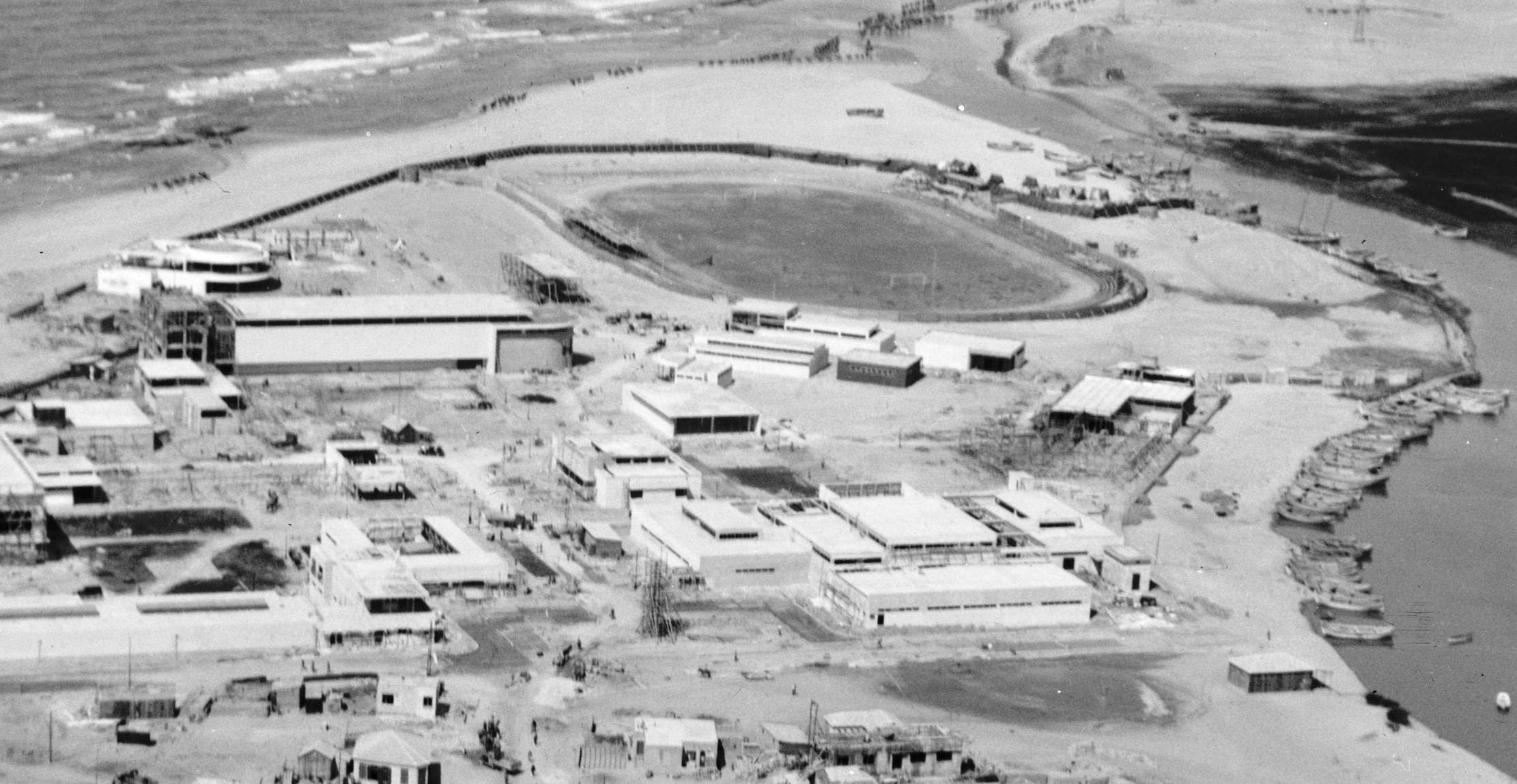
Vedere aeriană a nordului Tel Avivului, marea și râul Yarkon, cca. 1931

La 29 noiembrie 1947 Adunarea Generală a Națiunilor Unite, pe baza recomandărilor unei comisii, a adoptat hotărârea de împărțire a Palestinei în două state, unul evreiesc și unul arab, prevăzând (între altele) ca Yafo să fie o enclavă arabă în teritoriul viitorului stat evreiesc și să facă parte dintr-un viitor stat arab palestinian. Partea arabă – arabii palestinieni și statele arabe grupate în Liga Arabă – a respins acest plan de compromis al ONU și a declanșat ostilitățile, atacând zonele locuite de evrei, iar după proclamarea statului evreiesc Israel, a decis intervenția militară împotriva acestuia. Din cartierele arabe, inclusiv de pe minaretul moscheii Hassan Bek din nordul Yaffei, s-au lansat tiruri de proiectile și gloanțe asupra unor cartiere evreiești ale Tel Avivului. În 15 mai 1948, când a încetat mandatul britanic în Palestina și Israelul și-a proclamat independența, armatele mai multor țări arabe, în primul rând Legiunea Arabă a Transiordaniei și armatele Egiptului, Irakului, Siriei și Libanului, au pătruns pe teritoriul fostei Palestine mandatare pentru a o ocupa în întregime și a împiedica formarea statului evreiesc.
În luptele dintre forțele evreiești și arabe în Yafo și zonele vecine au învins evreii. Armata egipteană care avansase în direcția Tel Avivului a fost oprită, după lupte grele, desfășurate la mare distanță de oraș.

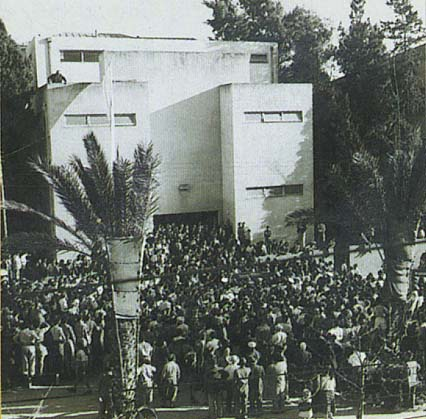
Mulțime adunată în fața Casei Dizengoff (azi Sala Independenței) pentru a asista la proclamarea și semnarea Declarației de Independență a Israelului în 1948

Temându-se de ocupația evreiască, și în speranța victoriei și a unei întoarceri după scurt timp, marea majoritate a arabilor din Yafo – peste 60.000 de suflete – și-au părăsit casele, refugiindu-se mai ales în Fâșia Gaza, în Liban, în zonele aflate sub controlul Ligii Arabe, apoi și în restul lumii arabe, iar unele familii înstărite, mai ales creștine, în America de Nord și de Sud. În timpul și în urma războiului din anii 1948–1949, cunoscut ca Războiul de independență al Israelului, Yafo și un număr de sate arabe vecine cu cartierele Tel Avivului, ca Sheikh Muwaness, Sumeil, Salame, Djamusin, Hiriye, au rămas pustii. În casele arabe părăsite, în anii de după 1948, au fost așezați zeci de mii de refugiați evrei veniți din Europa postbelică și din diverse țări arabe (Yemen, Siria, Liban, Irak, Libia, Tunisia, Maroc, Algeria, Egipt).
În fosta așezare germană Sarona, depopulată în cursul evenimentelor dinainte și din cursul celui de-Al Doilea Război Mondial, inclusă și ea în perimetrul Tel Avivului, s-au instalat mai întâi instituții administrative și tabere militare ale autorităților britanice mandatare, iar după 1948, instituții guvernamentale și militare ale noului stat (actualul cartier Kiriyá și zona de comerț și agrement Sarona).
După câțiva ani, în 1950, Tel Avivul s-a unit cu Yafo într-o singură municipalitate numită Tel Aviv-Yafo. Circa 4.000 de arabi, care, majoritatea din motive de lipsă de resurse, n-au părăsit orașul și cărora li s-au alăturat mai multe mii de refugiați arabi din alte așezări, cazați și ei în case arabe părăsite, au devenit minoritatea arabă a orașului și cetățeni ai noului stat al Israelului.

## Geografie

### Climă
Clima este mediteraneeană, verile fiind fierbinți, iernile reci și ploioase, iar toamnele și primăverile mai confortabile. Temperaturile medii anuale în sezonul cald sunt de 28°C, iar cele din timpul iernii scad uneori sub 5°C.
| Date climatice pentru Tel Aviv                       | Date climatice pentru Tel Aviv | Date climatice pentru Tel Aviv | Date climatice pentru Tel Aviv | Date climatice pentru Tel Aviv | Date climatice pentru Tel Aviv | Date climatice pentru Tel Aviv | Date climatice pentru Tel Aviv | Date climatice pentru Tel Aviv | Date climatice pentru Tel Aviv | Date climatice pentru Tel Aviv | Date climatice pentru Tel Aviv | Date climatice pentru Tel Aviv | Date climatice pentru Tel Aviv |
| Luna                                                 | Ian                            | Feb                            | Mar                            | Apr                            | Mai                            | Iun                            | Iul                            | Aug                            | Sep                            | Oct                            | Nov                            | Dec                            | Anual                          |
| ---------------------------------------------------- | ------------------------------ | ------------------------------ | ------------------------------ | ------------------------------ | ------------------------------ | ------------------------------ | ------------------------------ | ------------------------------ | ------------------------------ | ------------------------------ | ------------------------------ | ------------------------------ | ------------------------------ |
| Maxima medie °C (°F)                                 | 17.6 (63,7)                    | 18.1 (64,6)                    | 20.2 (68,4)                    | 23 (73)                        | 25.2 (77,4)                    | 27.9 (82,2)                    | 29.9 (85,8)                    | 30.6 (87,1)                    | 29.7 (85,5)                    | 27.2 (81)                      | 23.7 (74,7)                    | 19.7 (67,5)                    | 24,4 (75,9)                    |
| Media zilnică °C (°F)                                | 13.9 (57)                      | 14.4 (57,9)                    | 16.4 (61,5)                    | 19.2 (66,6)                    | 21.8 (71,2)                    | 24.8 (76,6)                    | 27 (81)                        | 27.8 (82)                      | 26.5 (79,7)                    | 23.7 (74,7)                    | 19.6 (67,3)                    | 15.9 (60,6)                    | 20,92 (69,66)                  |
| Minima medie °C (°F)                                 | 10.2 (50,4)                    | 10.7 (51,3)                    | 12.6 (54,7)                    | 15.3 (59,5)                    | 18.3 (64,9)                    | 21.8 (71,2)                    | 24.2 (75,6)                    | 25 (77)                        | 23.4 (74,1)                    | 20.1 (68,2)                    | 15.5 (59,9)                    | 12.2 (54)                      | 17,44 (63,39)                  |
| Ploaie mm (inches)                                   | 147 (5.79)                     | 111 (4.37)                     | 62 (2.44)                      | 16 (0.63)                      | 3.6 (0.142)                    | 0 (0)                          | 0 (0)                          | 0 (0)                          | 0.7 (0.028)                    | 34 (1.34)                      | 81 (3.19)                      | 127 (5)                        | 582,3 (22,925)                 |
| Umiditate [%]                                        | 59                             | 58                             | 59                             | 59                             | 63                             | 64                             | 64                             | 62                             | 58                             | 57                             | 55                             | 58                             | 59,7                           |
| Nr. mediu de zile ploioase                           | 13                             | 11                             | 8                              | 2                              | 0.8                            | 0                              | 0                              | 0                              | 0.3                            | 4                              | 7                              | 10                             | 56,1                           |
| Ore însorite                                         | 192.2                          | 200.1                          | 235.6                          | 270                            | 328.6                          | 357                            | 368.9                          | 356.5                          | 300                            | 279                            | 234                            | 189.1                          | 3.311                          |
| Sursa nr. 1: Serviciul Meteorologic Israelian        |                                |                                |                                |                                |                                |                                |                                |                                |                                |                                |                                |                                |                                |
| Sursa nr. 2: Observatorul Meteorologic din Hong Kong |                                |                                |                                |                                |                                |                                |                                |                                |                                |                                |                                |                                |                                |

## Guvernământ local

### Primarii Tel Avivului
Mandatul britanic pentru Palestina (1920–1948)
|   | Nume | Nume                             | Începutul mandatului | Sfârșitul mandatului | Partid            |
| - | ---- | -------------------------------- | -------------------- | -------------------- | ----------------- |
| 1 |      | Meir Dizengoff 1861–1936         | 1921                 | 1925                 | Sioniști Generali |
| 2 |      | David Bloch-Blumenfeld 1880–1947 | 1925                 | 1927                 | HaAvoda           |
| 1 |      | Meir Dizengoff 1861–1936         | 1928                 | 1936                 | Sioniști Generali |
| 3 |      | Moshe Chelouche 1892–1968        | 1936                 | 1936                 | Independent       |
| 4 |      | Israel Rokach 1886–1959          | 1936                 | 1948                 | Sioniști Generali |

 Statul Israel (1948–prezent)
|   | Nume | Nume                          | Începutul mandatului | Sfârșitul mandatului | Partid            |
| - | ---- | ----------------------------- | -------------------- | -------------------- | ----------------- |
| 1 |      | Israel Rokach 1886–1959       | 1948                 | 1952                 | Sioniști Generali |
| 2 |      | Chaim Levanon 1899–1986       | 1953                 | 1959                 | Sioniști Generali |
| 3 |      | Mordechai Namir 1897–1975     | 1959                 | 1969                 | Mapai             |
| 4 |      | Yehoshua Rabinovitz 1911–1979 | 1969                 | 1974                 | HaAvoda           |
| 5 |      | Shlomo Lahat 1927–2014        | 1974                 | 1993                 | Likud             |
| 6 |      | Roni Milo n. 1949             | 1993                 | 1998                 | Likud             |
| 7 |      | Ron Huldai n. 1944            | 1998                 | prezent              | HaAvoda           |

## Demografie
Tel Aviv are o populație de 432.892 de locuitori împrăștiați pe o suprafață de 5200 de hectare (52 km²), rezultând o densitate a populației de 8.324 locuitori/km². Potrivit Biroului Central de Statistică, începând cu 2009 populația Tel Avivului crește într-un ritm anual de 0,5%. Evreii de toate originile constituie 91,8% din populație, musulmanii și creștinii arabi însumează 4,2%, iar restul aparțin altor grupuri (inclusiv diferite comunități creștine și asiatice). Întrucât Tel Aviv este un oraș multicultural, multe alte limbi sunt vorbite în plus față de ebraică. Conform unor estimări, aproximativ 50.000 de muncitori străini din Asia locuiesc în oraș. În comparație cu orașele occidentalizate, infracționalitatea în Tel Aviv este relativ scăzută.
Rata șomajului se menține la un nivel scăzut, de doar 4,6%, cu 20% sub media națională. Profilul de vârstă este relativ uniform, cu 22,2% din populație având sub 20 de ani, 18,5% între 20 și 29 de ani, 24% între 30 și 44 de ani, 16,2% între 45 și 59 de ani și 19,1% peste 60 de ani. Populația Tel Avivului a atins un vârf de 390.000 de locuitori la începutul anilor 1960 și a scăzut la 317.000 la sfârșitul anilor 1980 din cauza prețurilor exorbitante ale chiriilor și locuințelor care au forțat familiile să se mute și au descurajat cuplurile tinere să se stabilească în oraș. Odată cu imigrarea în masă din fosta Uniune Sovietică în anii 1990, populația a crescut în mod constant. Astăzi, populația orașului este tânără și în creștere. Vârsta medie a locuitorilor a scăzut de la 35,8 în 1983 la 34 în 2008.
Gush Dan sau Zona Metropolitană Tel Aviv este cea mai mare zonă metropolitană din Israel. După definiția restrânsă, ea cuprinde orasele din Districtul Tel Aviv. Definiția cea mai extinsă include și orașe din Sharon, districtul de centru și până în sudul litoralului mediteranean. După această definiție zona metropolitană are o populație estimată de 3.642.000 de locuitori, adăpostind 44% din populația Israelului. În afara Tel Avivului, alte orașe din Gush Dan sunt: Rishon Letzion, Ramat Hasharon, Holon, Bnei Brak, Ramat Gan, Bat Yam,Herzliya, Givatayim, Or Yehuda, Kiryat Ono, Petah TikvaHod Hasharon,Netanya, Rehovot, Modiyin-Makabi apoi Kfar Saba,Raanana,Ashdod, Ashkelon etc.

## Educație

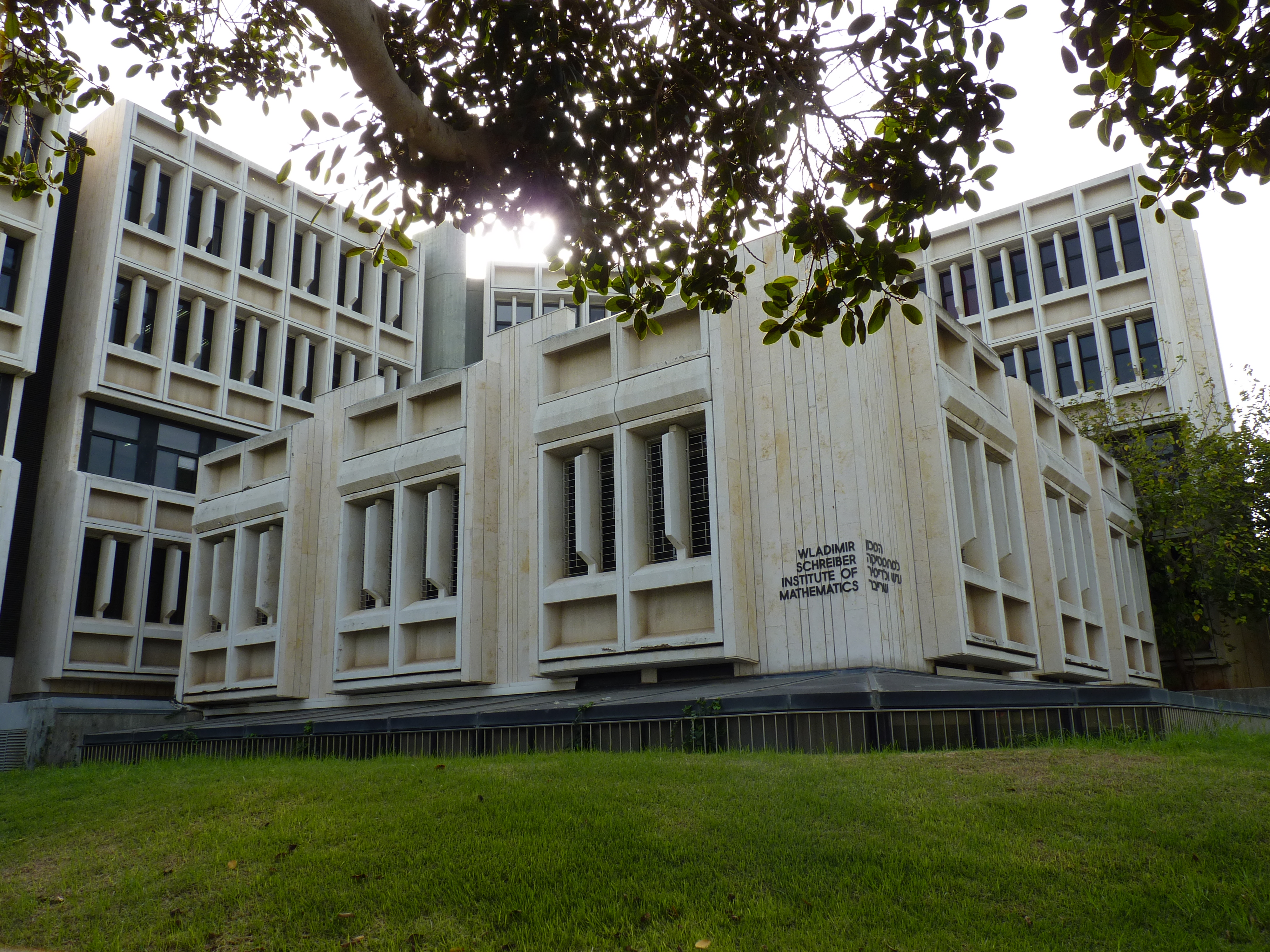
Institutul de Matematică „Vladimir Schreiber”

Orașul deservește 12.672 de preșcolari, 27.191 de elevi de școală primară și 17.774 de elevi de gimnaziu și liceu. În plus, mai mult de 100.000 de studenți iau parte la cursurile Universității din Tel Aviv, Colegiului Academic și a altor 20 de instituții academice răspândite în zona metropolitană a Tel Avivului. Pe lângă cele menționate, fondul sistemului de educație din Tel Aviv se compune din 511 grădinițe, 60 de școli elementare, 25 de licee și 16 școli speciale.
Prima grădiniță de copii din Tel Aviv, Hagan Hadugmayi (Grădinița model) s-a înființat în 1926 din inițiativa pedagogului Yehiel Halperin. Ea există și astăzi sub alt nume pe strada Shahar, lângă Turnul Shalom. 
Primul liceu evreiesc, numit Gimnaziul Herzliya, a fost construit în 1905 pe Strada Herzl. Liceul, dărâmat în anii 1960 pentru a face loc primului zgârie-nori, Turnul Shalom Meir, și-a mutat sediul pe Strada Jabotinski.
Fondată în 1956, Universitatea din Tel Aviv este cea mai mare și cea mai bine cotată universitate de cercetare din Israel, având nouă facultăți și 125 de specializări și departamente. Aceasta oferă programe de studii în inginerie, relații internaționale, medicină, film și televiziune, filosofie, limba engleză și arte plastice, printre multe altele. Peste 30.000 de studenți învață la Universitatea din Tel Aviv, inclusiv o importantă comunitate internațională. Campusul universității se află în cartierul Ramat Aviv.

## Sport
Clubul sportiv Maccabi Tel Aviv a fost înființat în 1906 și practică peste 10 domenii sportive. 
Echipa de baschet Maccabi Tel Aviv, multă vreme considerată de public "Echipa de baschet a țării" este binecunoscută pe plan internațional, 
a fost de 55 ori campioana națională a Israelului și a câștigat de 45 ori Cupa națională.În 1977, în frunte cu jucătorii Tal Brodie și Miki Bercovici a câștigat prima dată Cupa Campionilor Europeni la baschet. De atunci a mai câștigat Cupa Campionilor Europeni de încă cinci ori. A câștigat de două ori Cupa Campionilor Asiei.
Yael Arad, o sportivă din clubul de judo Maccabi ,a obținut medalia de argint la Olimpiada din 1992.
Clubul Hapoel Tel Aviv („Muncitorul Tel Aviv”) înființat în 1923, cuprinde, de fapt, peste 11 cluburi sportive, inclusiv Clubul de fotbal cu același nume (a câștigat 13 campionate naționale, 16 cupe ale Israelului, odată Cupa Toto și odată Campionatul de fotbal al Asiei) . Sediul sau este  Stadionul Bloomfield. 
Clubul Bnei Yehuda Tel Aviv  a câștigat odată campionatul de fotbal al Israelului, de două ori Cupa Statului su de două ori Cupa Toto). Sediul sau se află în Cartierul Hatikva.

## Arhitectura

### Zgârie nori
În 1965 , pe locul istoricului Gimnaziu „Herzliya” a fost terminată construcția celui dintâi zgârie-nori din Israel, Turnul Shalom Meir. 
Dupa cateva decenii i s-au adăugat alte imobile înalte de peste 100 m in bulevardul Rothschild, pe malul marii, în cartierele Neve Tzedek, parcul Tzameret, sudul cartierului Kiriya și în Ramat Ganul vecin, începând cu Bursa de diamante din Ramat Gan. Majoritatea edificiilor foarte inalte au fost construite după anul 2000 la limita dintre Ramat Gan si Tel Aviv. 
Unul din acestea, în Tel Aviv este un ansamblu de trei turnuri, Turnurile Azrieli (după numele celui care le-a proiectat, inginerul și omul de afaceri David Azrieli) - unul cu perimetru circular de 187 m înălțime și cu 49 etaje, încadrat de altul cu contur triunghiular , de 169 m și 46 etaje și al treilea cu perimetru pătrat, de 154 m și 42 etaje. În anul 2022 clădirea cea mai inalta din Tel Aviv este Turnul Azrieli Sarona din fosta colonie germană Sarona, care are 238 m și 61 etaje  

## Agrement și turism
- Plajele Tel Avivului și promenada (Tayelet) de pe malul Mediteranei joacă un rol major în viața turistică, de agrement și culturală a orașului,

Parcuri:
Circa 19% din suprafața orașului este reprezentată de spații verzi.
- Parcul Yarkon - la periferia de nord a orașului, este cel mai mare parc al metropolei  (350 hectare) și cel mai vizitat din Israel, cu 16 milioane de vizitatori pe an.
- Parcul Independenței (Gan Haatzmaut)
- Parcul Edith Wolfson
- Parcul Meir (Gan Meir)
- Parcul Charles Clore
- Parcul Dubnov

### Muzee
- Muzeul de artă Tel Aviv
- Muzeul ANU al poporului evreu
- Muzeul Țării Israelului (Muzeon Eretz Israel)
- Muzeul orașului Tel Aviv (Casa orașului Tel Aviv)
- Muzeul Helena Rubinstein de arta contemporană
- Casa Dizengoff (Beit Dizengoff)
- Casa lui Ben Gurion (Beit Ben Gurion)
- Casa Bialik (Beit Bialik)
- Casa Reuven (Muzeul Reuven Rubin - Beit Reuven)
- Muzeul Nahum Gutman
- Casa Bibliei ebraice (Beit Hatanakh)
- Casa Rokah (Beit Rokah)
- Casa Șalom Alehem (Beit Shalom Alehem)
- Muzeul Casa Yair (Beit Yair)
- Muzeul Hagana
- Muzeul Etzel (al Irgunului)
- Muzeul colecțiilor din istoria armatei israeliene Tzahal
- Muzeul Herzlilienblum - de istorie a băncilor din Tel Aviv

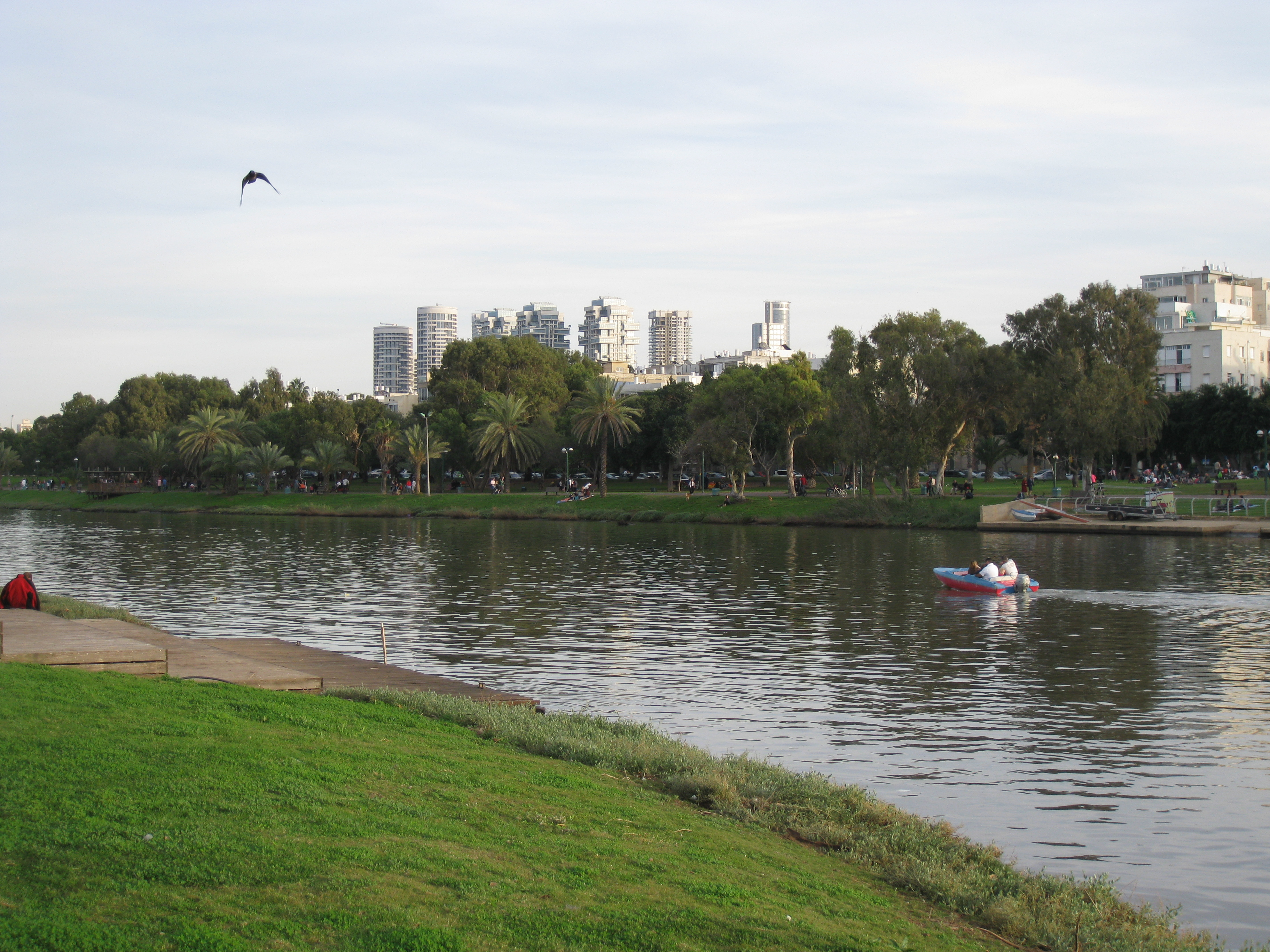
Parcul Yarkon
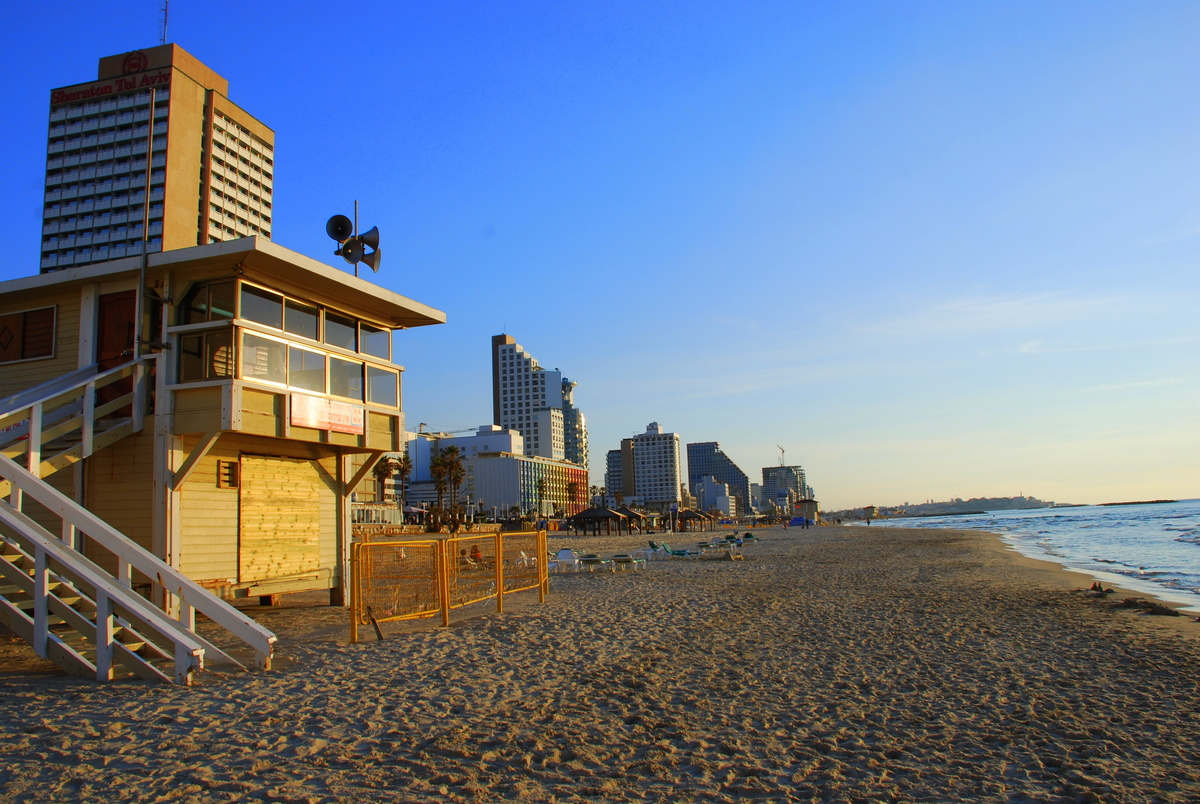
Amurg pe o plajă a Tel Avivului

## Localități înfrățite
- Addis Abeba
- Almatî
- Amsterdam
- Barcelona (1998)
- Beijing
- Belgrad
- Bonn
- Budapesta
- Buenos Aires
- Cannes
- Chișinău (2000)
- Ciudad de México
- Ciudad de Panamá (2013)
- Essen
- Frankfurt (1980)
- Incheon
- İzmir (1998)
- Köln
- Limassol
- Łódź (1994)
- Milano
- Moscova
- New York (1996)
- Oslo
- Philadelphia (1966)
- Rio de Janeiro
- Salonic (1994)
- São Paulo (2004)
- Sofia
- Toulouse (1958)
- Varșovia (1992)
- Veneția
- Viena

## Oameni născuți în Tel Aviv
- Ezer Weizman (1924 - 2005), președinte al Israelului în perioada 1993 - 2000;
- Oded Kotler (n. 1937), actor, regizor;
- Dan Shechtman (n. 1941), inginer, Premiul Nobel pentru Chimie;
- Benjamin Netanyahu (n. 1949), om politic, fost premier;
- Ofra Haza (1957 - 2000), cântăreață, actriță;
- Itzhak Herzog (n. 1960), politician;
- David Saranga (n. 1964), diplomat, ambasador al Israelului în România;
- Michaela Bercu (n. 1970), fotomodel, care are și cetățenia română;
- Oded Fehr (n. 1970), actor american;
- Dana International (n. 1972), cântăreață;
- Uri Zelha (n. 1976), chitarist;
- Ilan Șor (n. 1987), politician prorus din Republica Moldova.

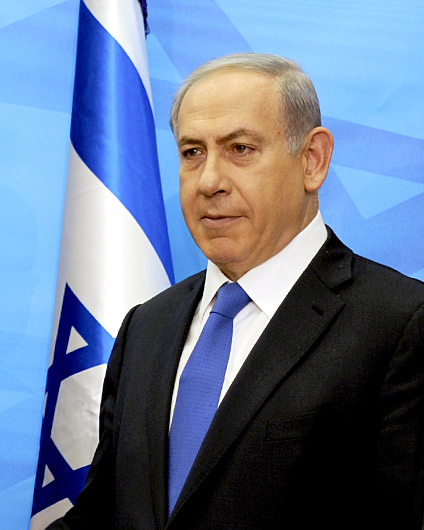
Benjamin Netanyahu (n. 1949), prim-ministru (1996-1999 și 2009-2021)
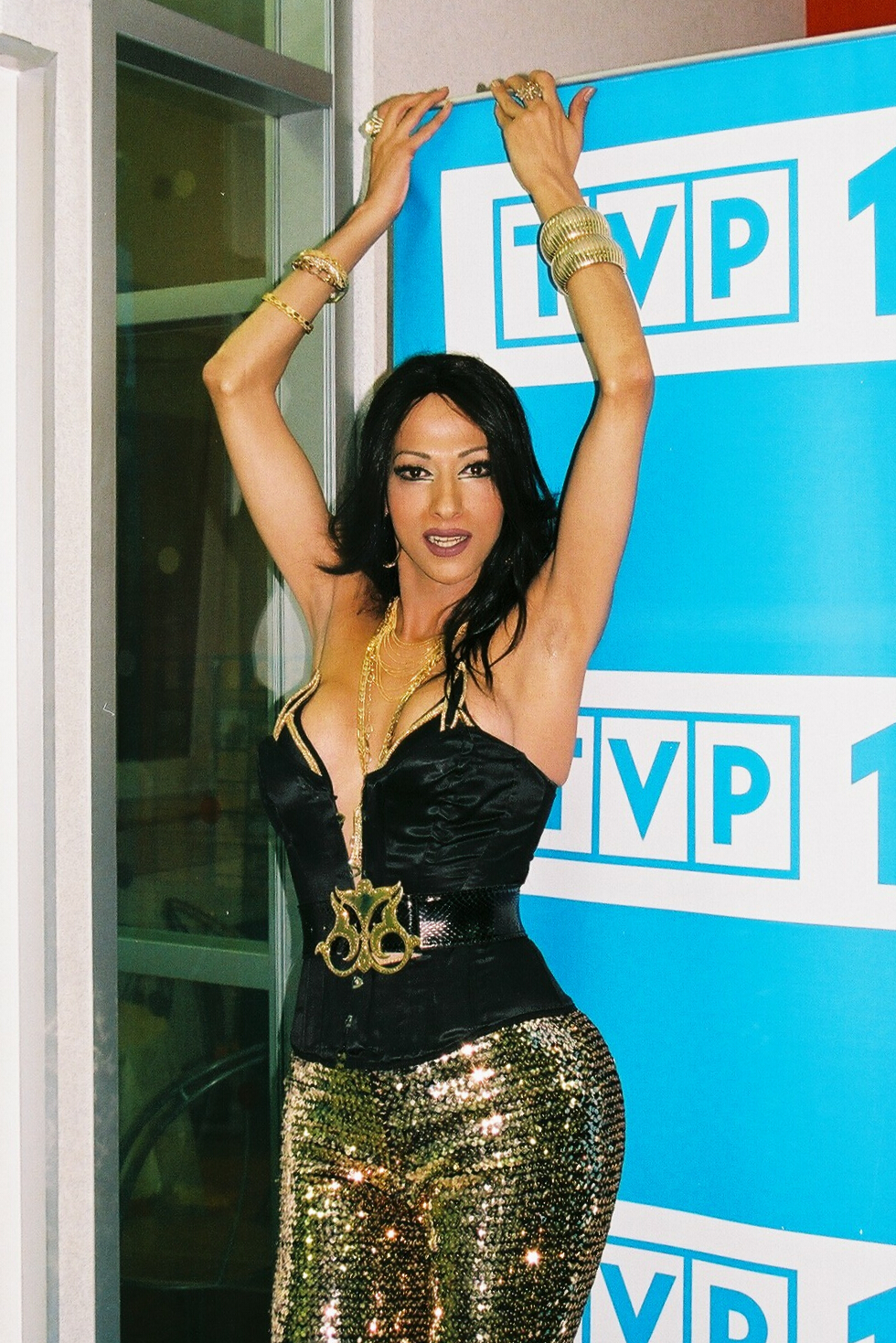
Dana International (n. 1972), cântăreață
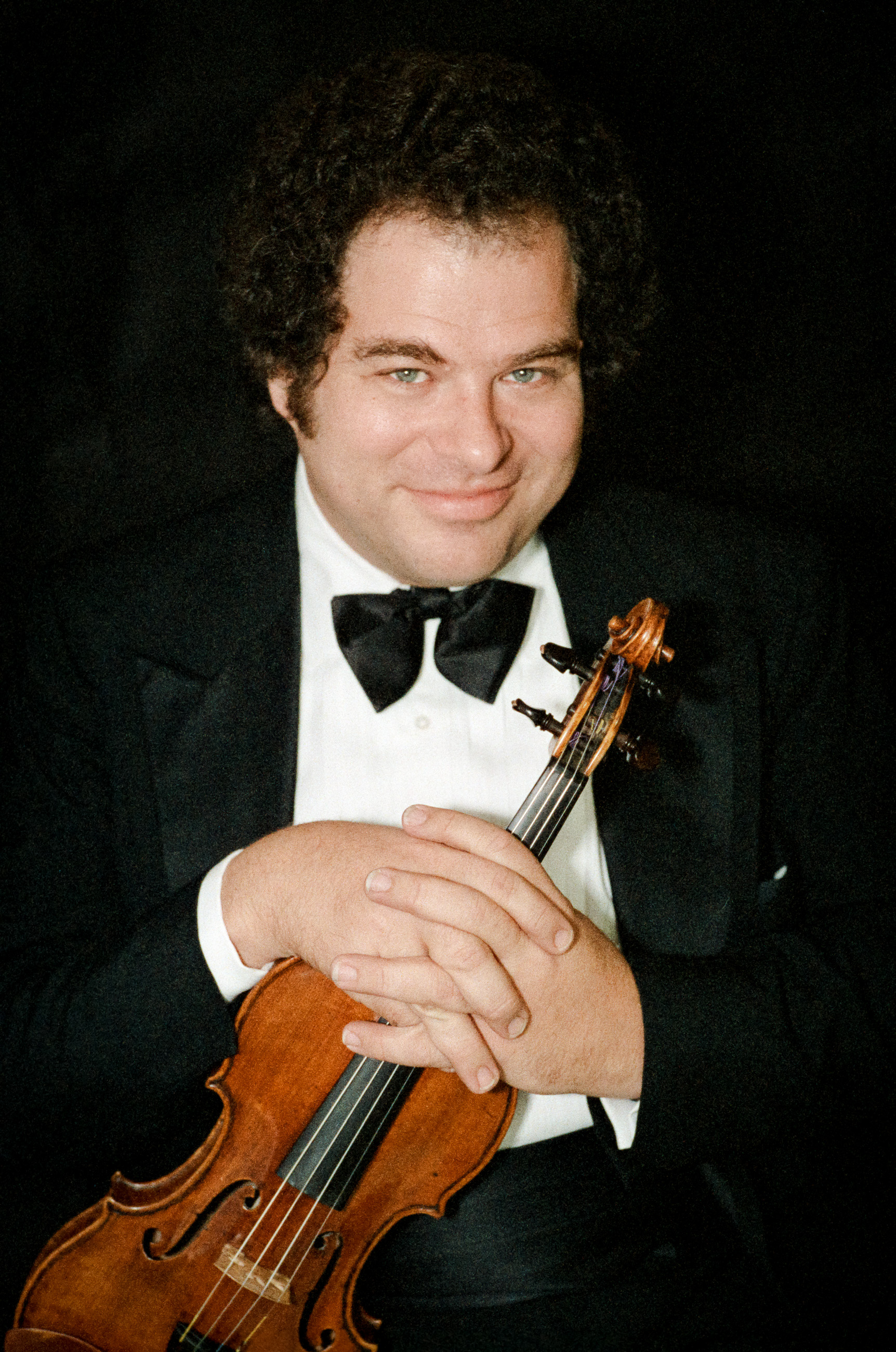
Itzhak Perlman (n. 1945), violonist, dirijor și pedagog
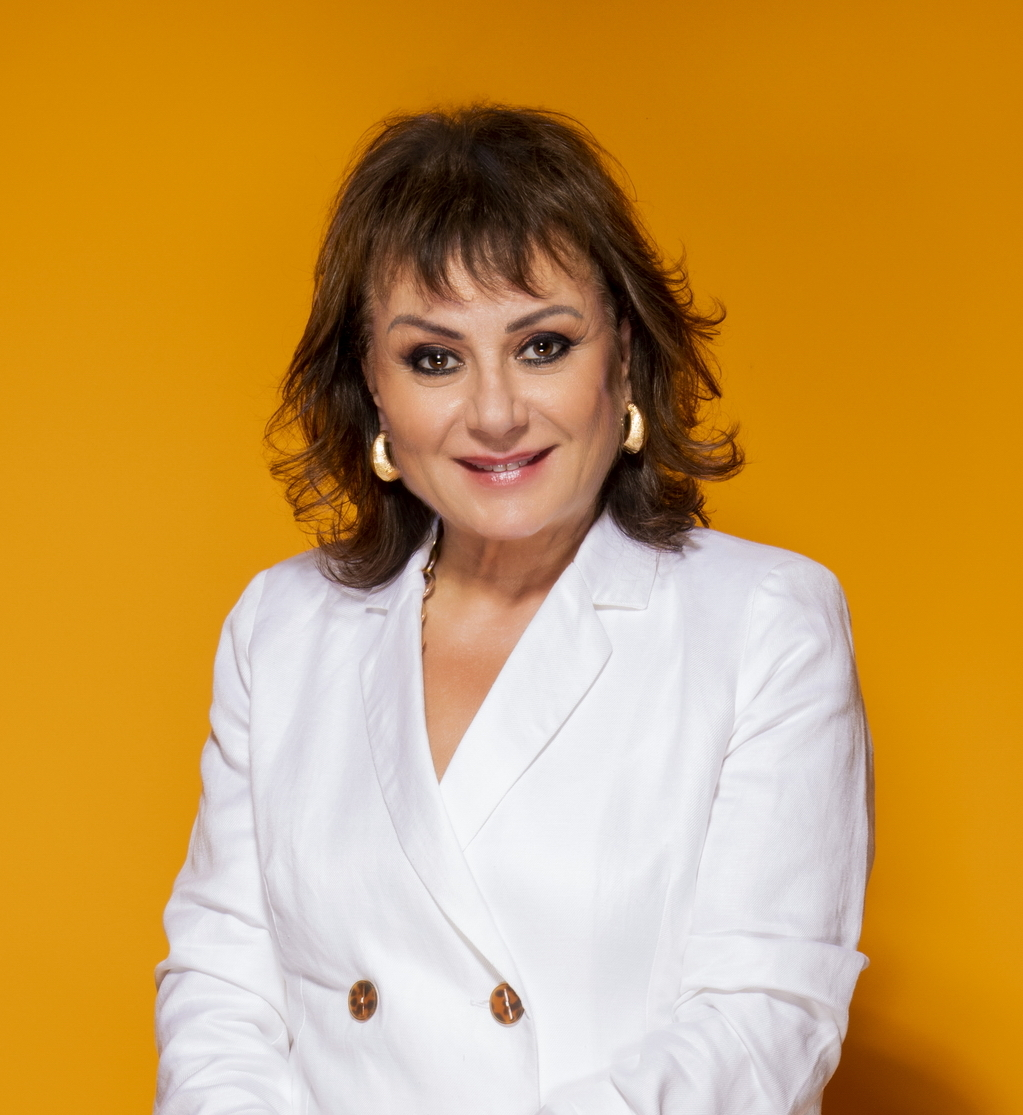
Hanna Laslo (n.1953), actriță
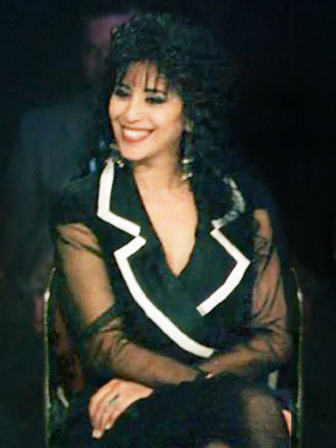
Ofra Haza (1957–2000), cântăreață și actriță
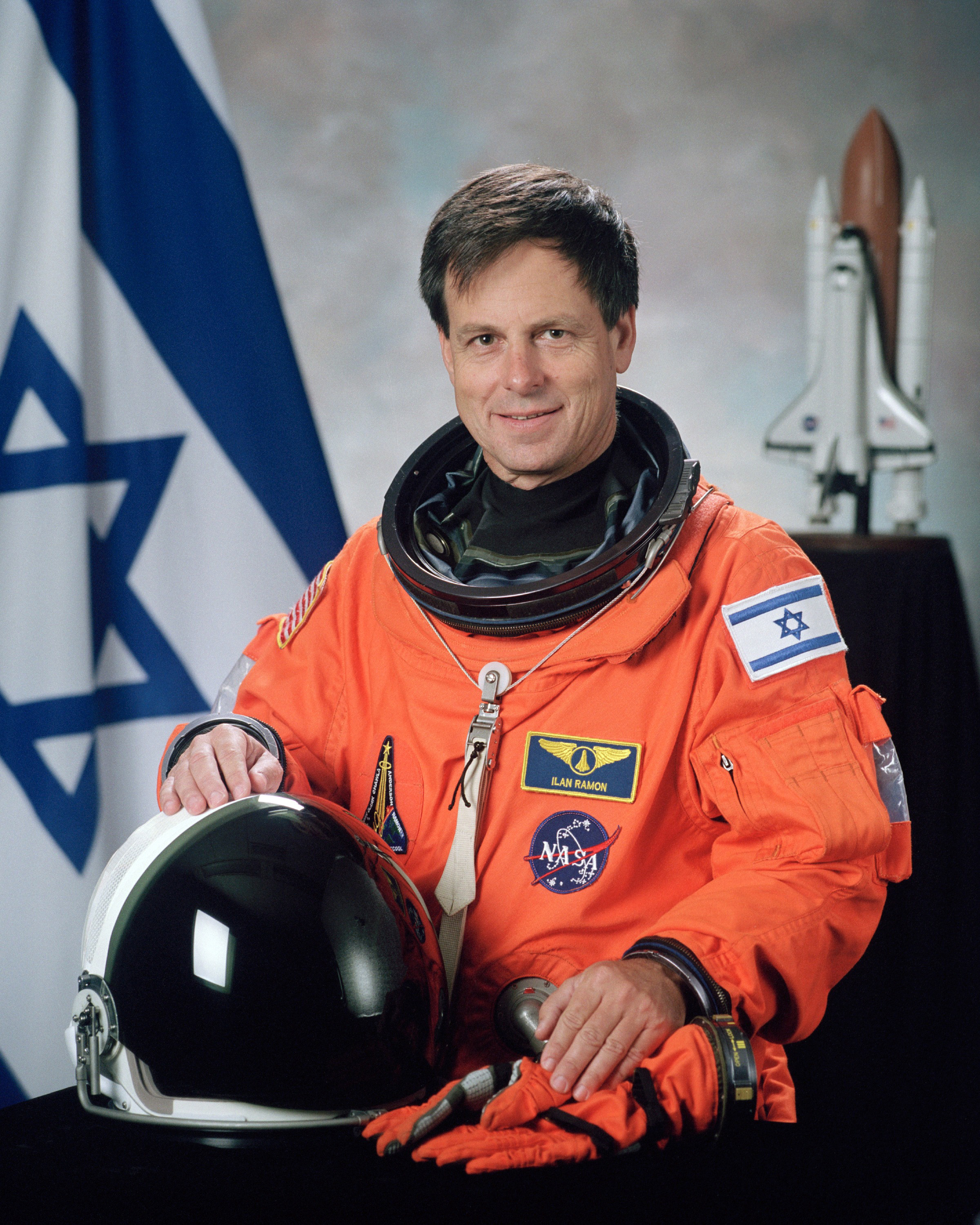
Ilan Ramon (1954 - 2003), cosmonaut
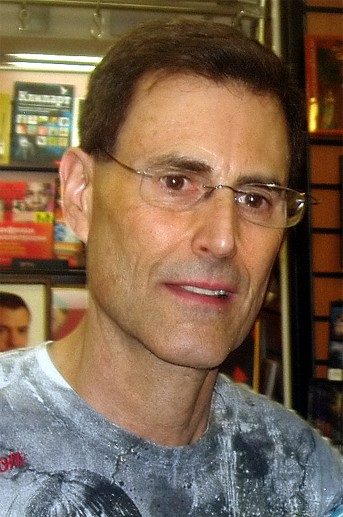
Uri Geller (n. 1946), iluzionist
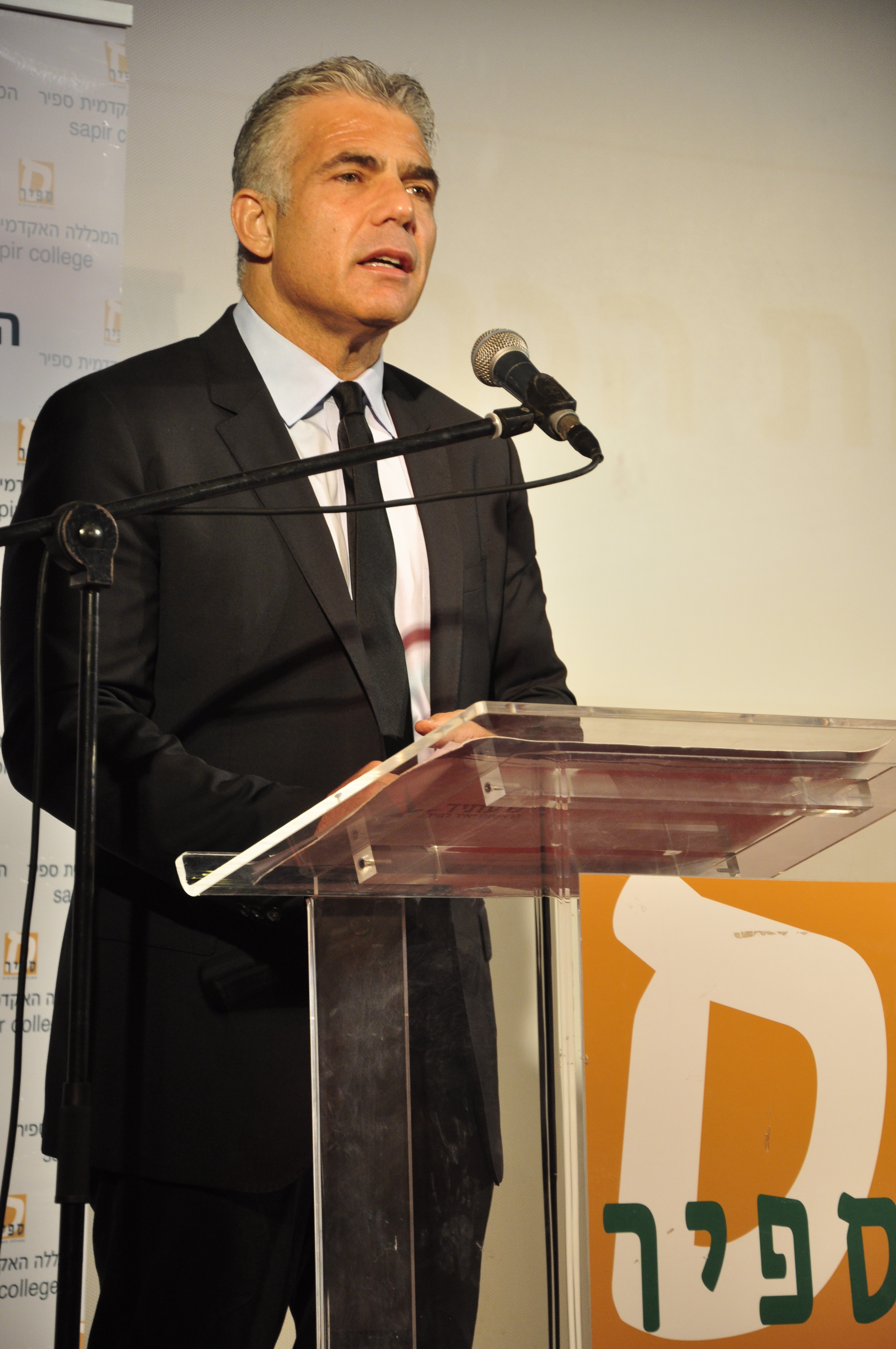
Yair Lapid (n. 1963), prim-ministru (2022)
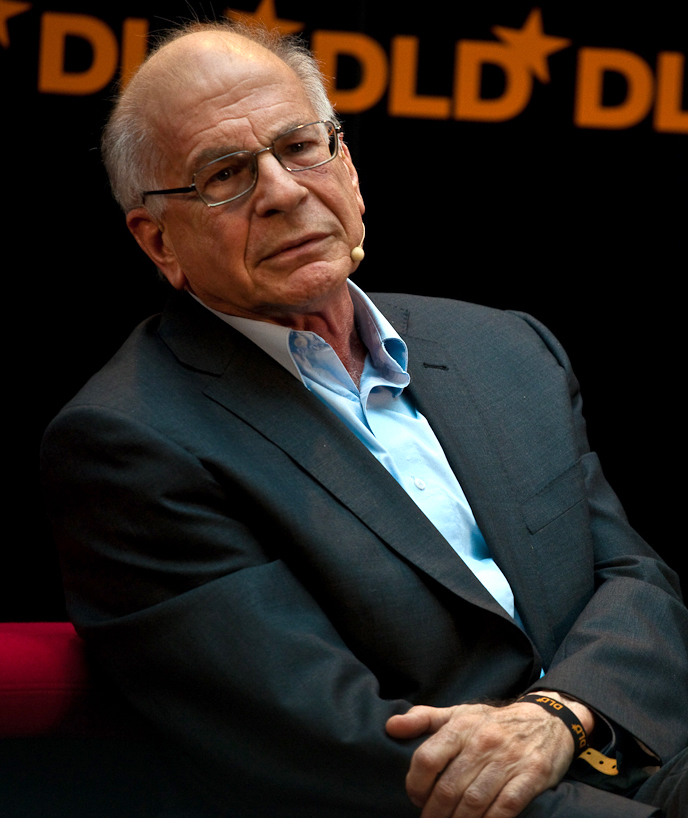
Daniel Kahneman (n. 1934), psiholog
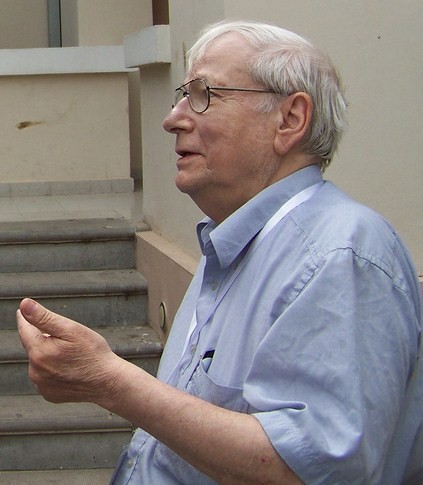
Yoram Kaniuk (1930-2013) scriitor ebraic